# Liste des médaillés français aux championnats d'Europe de gymnastique artistique
- Cet article est partiellement ou en totalité issu de l'article intitulé « Gymnastique en France » (voir la liste des auteurs).

Liste complète des médaillés français aux championnats d'Europe de gymnastique artistique. Seules sont indiquées les éditions durant lesquelles les gymnastes français ont obtenu au moins une médaille. Les premiers championnats d'Europe de gymnastique artistique se sont déroulés en 1955.
Tableau mis à jour après les championnats d'Europe de Bâle en 2021.
| Lieux (Année)            | Épreuve                                                                                 | Épreuve                 | Épreuve                           | Épreuve         | Épreuve                        | Épreuve                       | Épreuve                      | Épreuve          |
| Lieux (Année)            | Concours par équipe                                                                     | Concours individuel     | Sol                               | Cheval d'arçon  | Anneaux                        | Saut                          | Barres parallèles            | Barre fixe       |
| ------------------------ | --------------------------------------------------------------------------------------- | ----------------------- | --------------------------------- | --------------- | ------------------------------ | ----------------------------- | ---------------------------- | ---------------- |
| Essen (1979)             | Épreuve apparue en 1994                                                                 |                         |                                   | Michel Boutard  |                                |                               | Henri Boerio                 |                  |
| Rome (1981)              | Épreuve apparue en 1994                                                                 |                         |                                   | Michel Boutard  |                                |                               |                              |                  |
| Varna (1983)             | Épreuve apparue en 1994                                                                 |                         | Philippe Vatuone                  |                 |                                |                               |                              | Philippe Vatuone |
| Oslo (1985)              | Épreuve apparue en 1994                                                                 |                         | Philippe Vatuone Laurent Barbieri |                 |                                |                               |                              |                  |
| Prague (1994)            |                                                                                         |                         |                                   | Eric Poujade    |                                |                               |                              |                  |
| Copenhague (1996)        |                                                                                         |                         |                                   | Patrice Casimir |                                |                               |                              |                  |
| Saint-Pétersbourg (1998) | Thierry Aymes Éric Casimir Samuel Dumont Dmitri Karbanenko Éric Poujade                 | Dmitri Karbanenko       |                                   | Eric Poujade    |                                |                               |                              |                  |
| Brême (2000)             |                                                                                         |                         |                                   | Eric Poujade    |                                | Dmitri Karbanenko             |                              |                  |
| Patras (2002)            |                                                                                         |                         |                                   |                 |                                |                               |                              | Florent Marée    |
| Ljubljana (2004)         | Dimitri Karbanenko Florent Marée Yann Cucherat Benoit Caranobe Pierre-Yves Bény         |                         |                                   |                 |                                |                               | Yann Cucherat                |                  |
| Debrecen (2005)          | non inclus au programme                                                                 |                         |                                   |                 |                                |                               | Yann Cucherat                |                  |
| Volos (2006)             |                                                                                         | non inclus au programme |                                   |                 |                                | Raphaël Wignanitz             | Yann Cucherat                |                  |
| Amsterdam (2007)         | non inclus au programme                                                                 |                         | Thomas Bouhail                    |                 |                                | Raphaël Wignanitz             |                              |                  |
| Lausanne (2008)          |                                                                                         | non inclus au programme |                                   |                 | Danny Rodrigues                |                               | Yann Cucherat                |                  |
| Milan (2009)             | non inclus au programme                                                                 |                         |                                   |                 |                                | Thomas Bouhail                | Yann Cucherat                | Yann Cucherat    |
| Birmingham (2010)        | Hamilton Sabot Cyril Tommasone Samir Aït Saïd Yannick Rayepin Moutoussamy Yann Cucherat | non inclus au programme |                                   |                 | Samir Aït Saïd                 |                               | Yann Cucherat Hamilton Sabot |                  |
| Berlin (2011)            | non inclus au programme                                                                 |                         |                                   | Cyril Tommasone |                                | Thomas Bouhail Samir Aït Saïd |                              |                  |
| Montpellier (2012)       |                                                                                         | non inclus au programme | Gaël Da Silva                     |                 |                                |                               |                              |                  |
| Moscou (2013)            | non inclus au programme                                                                 |                         |                                   |                 | Samir Aït Saïd Danny Rodrigues |                               |                              |                  |
| Sofia (2014)             |                                                                                         | non inclus au programme |                                   |                 | Samir Aït Saïd                 |                               |                              |                  |
| Montpellier (2015)       | non inclus au programme                                                                 |                         |                                   |                 | Samir Aït Saïd                 |                               |                              |                  |
| Glasgow (2018)           | , Axel Augis Edgar Boulet Loris Frasca Julien Gobaux Cyril Tommasone                    | non inclus au programme |                                   |                 |                                |                               |                              |                  |
| Szczecin (2019)          | non inclus au programme                                                                 |                         |                                   | Cyril Tommasone |                                |                               |                              |                  |